# Gaio Mamilio Limetano
Gaio Mamilio Limetano (fl. II secolo a.C.) è stato un politico romano, tribuno della plebe nel 110 a.C.

## Biografia
Propose e fece approvare dal consiglio della plebe la Lex Mamilia, in seguito alla congiura Giugurtina e all'enorme scandalo numidico, dovuto alla corruzione di alcuni nobili romani che provocò la strage dei negotiatores romani nella città di Cirta nel 112 a.C. (con l'uccisione di Aderbale), strage ordinata da Giugurta stesso.
Avendo limitato lo strapotere della casta senatoria, avendo ridimensionato i poteri dei membri della nobilitas, assunse il cognomen Limetano, assunto anche dal figlio.